# بحيرة واكا (نيويورك)
بحيرة واكا هي بحيرة صغيرة تقع في هالكوتسفيل التابعة لمقاطعة ديلاوير بنيويورك. حيث تقع شمال شرق مارجريتفيل. حينها يتدفق نهر ايست برانش ديلاوير عبر البحيرة.